# Milanlug
Milanlug je naselje u Republici Hrvatskoj u Požeško-slavonskoj županiji, u sastavu općine Čaglin. 
Ime je dobilo po Milanu Turkoviću.

## Zemljopis
Milanlug je smješten na obroncima Krndije, oko 1 km sjeverno od Čaglina na cesti Slavonski Brod – Našice, susjedna sela su Duboka, Jasik i Vukojevica.

## Stanovništvo
Prema popisu stanovništva iz 2001. godine Milanlug je imao 243 stanovnika, dok je prema popis stanovništva iz 1991. godine imao 297 stanovnika.
| broj stanovnika |       |       |       |       |       | 112   | 202   | 332   | 289   | 354   | 332   | 318   | 290   | 297   | 243   | 200   | 209   |
|                 | 1857. | 1869. | 1880. | 1890. | 1900. | 1910. | 1921. | 1931. | 1948. | 1953. | 1961. | 1971. | 1981. | 1991. | 2001. | 2011. | 2021. |